# 牧野结美
牧野结美（1990年1月18日—）日本大阪人。日本静冈朝日电视台女性播报员。由于长相姣好，从同志社大学毕业后就被静冈朝日电视台录用，成为播报员。

## 个人简介
牧野结美是大阪人，毕业于同志社大学政策学院。2010年参加校园选美比赛，荣获“京都同志社大学小姐”桂冠。其后还参加过日本电视剧《为爱疯狂》的录影以及综艺节目的录制。
2012年初，成为日本静冈朝日电视台女主播，并且成为电视台热捧的对象。由于牧野结美在播报新闻之时常低头念稿子，并且偷瞟摄影镜头，改变了日本女主播一直以来的专业、优雅的形象，从而赢得了众人的关注。

## 引用资料
1. ↑  .   [2012-06-29]. （原始内容存档于2014-07-14）.
2. ↑  chinanews. .   [2012-06-29]. （原始内容存档于2016-03-05）.
3. ↑  .   [2012-06-29]. （原始内容存档于2014-07-14）.
4. ↑  . 参考消息.   [2012-06-29]. （原始内容存档于2017-07-02）.
5. ↑  日本女主播羞涩念稿 偷瞄镜头迷倒宅男
6. ↑  gb.cri.cn. .   [2012-06-29]. （原始内容存档于2016-03-04）.
7. ↑  日本女主播牧野结美萌翻网友
8. ↑  .   [2012-06-29]. （原始内容存档于2017-06-28）.
9. ↑  . 娛樂星光雲.   [2012-06-29]. （原始内容存档于2012-06-30）.

## 外部連結
- 簡介（页面存档备份，存于） （日語）
- 同志社小姐2010 EntryNo.6 牧野結美|キャンパスナビ ミスキャンパスブログ（2010年9月30日 - 12月8日） （日語）